# Ceuta Ya
Ceuta Ya (estilizado como Ceuta Ya!) es un partido político español de ámbito ceutí formado el 15 de octubre de 2021 como una refundación de Coalición Caballas, liderado por Mohamed Mustafa Ahmed.

## Historia

### Coalición Caballas
Coalición Caballas fue una coalición política española de ámbito ceutí formada en 2011 por Unión Demócrata Ceutí (UDCE) y el Partido Socialista del Pueblo de Ceuta (PSPC). "Caballa" es el gentilicio coloquial que reciben los habitantes de esta ciudad. 
En las elecciones a la Asamblea de Ceuta de 2011 obtuvieron 4407 votos (14,54 %) y 4 diputados en la Asamblea: Mohamed Alí, presidente de UDCE, Fátima Hamed (abogada), secretaria general de UDCE, Juan Luis Aróstegui, profesor de Secundaria y líder del sindicato Comisiones Obreras en Ceuta, y Mohámed Abdelkáder Maanan, médico coordinador. La coalición obtuvo un diputado más que los obtenidos por separado en las elecciones de 2007, donde UDCE se presentó en coalición con Izquierda Unida obteniendo 3 diputados. En las elecciones a la Asamblea de Ceuta de 2015 volvió a obtener el mismo número de concejales que en el año 2011.

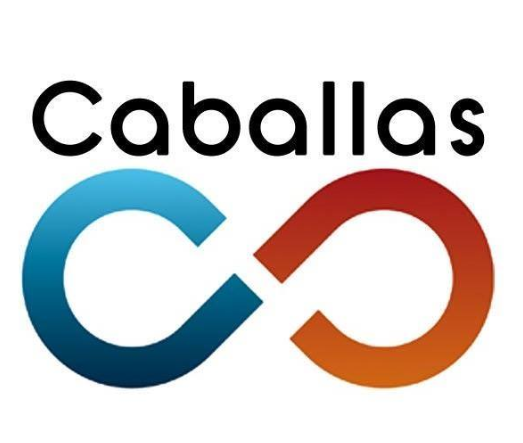
Logo de la Coalición Caballas, predecesor de Ceuta Ya! usado entre 2011 y 2021

En septiembre de 2011 la coalición manifestó que se presentaría a las elecciones generales del 20N. En anteriores elecciones generales, ambas formaciones habían apoyado al PSOE desde su fundación (UDCE en 2002 y PSPC en 1985).
La coalición se posicionó a nivel nacional contra la reforma laboral y los recortes en educación realizados por el Partido Popular en el año 2012.
En mayo de 2013 firmó un acuerdo de colaboración con el partido Equo.
Para las elecciones al Parlamento Europeo de 2014 se unió a Primavera Europea, una coalición política española en la que le acompañan Compromís, Equo, Chunta Aragonesista (CHA), Por Un Mundo Más Justo (M+J), Democracia Participativa (Participa), Partido Castellano (PCAS) y Socialistas Independientes de Extremadura (SIEX).
En las Elecciones al Parlamento Europeo de 2019 se presentó dentro de la candidatura Compromiso por Europa en coalición con Compromís, En Marea, Nueva Canarias, Més per Mallorca, Chunta Aragonesista, Partido Castellano, Coalición por Melilla, Iniciativa del Pueblo Andaluz, Izquierda Andalucista, Verdes de Europa.
En las Elecciones generales de España de noviembre de 2019 pidieron el voto para la candidatura Más País.
El 3 de noviembre de 2021 el líder del partido Mohamed Ali presentó oficialmente la renuncia a su acta de diputado en la Asamblea y dejó todas las responsabilidades en el partido con la finalidad de impulsar una refundación del partido, se ve sustituido como líder por Mohamed Mustafa.
El 16 de septiembre de 2021 la formación Caballas dio su última rueda de prensa como organización política informando que se creara una nueva formación de la que Caballas sería parte.

### Ceuta Ya!
Dos meses después de la disolución de Caballas como organización política, el 15 de octubre de 2021 se presentó la plataforma de ‘Ceuta ya!’ y que el 15 de junio de 2022 oficializó su presencia ocupando el antiguo espacio electoral y el escaño que tenía Caballas después de las elecciones a la Asamblea de Ceuta de 2019.
Las elecciones a la Asamblea de Ceuta de 2023 fueron las primeras en las que el partido se presentó como fuerza electoral, consiguiendo mil votos más que los que obtuvieron en 2019 y un escaño más del que ya tenían.
Después de especulación sobre su posible participación en las elecciones generales de 2023, el partido anuncio el 8 de junio de 2023 que no se presentaria a las elecciones con la finalidad de según sus palabras "no dar ventaja a la ultraderecha", pero tampoco va a indicar a su militancia sobre a quien votar.

## Programa político
Entre las diversas propuestas de la coalición se encuentran las siguientes:
- Cumplimiento de la Disposición transitoria quinta de la Constitución, convertir a Ceuta en una comunidad autónoma para equipararse al resto de las autonomías.[15]

- Reconocimiento de las especificidades de Ceuta en la Unión Europea, integrándose en las regiones ultraperiféricas.[16]

- El reconocimiento expreso de la pluralidad lingüística y cultural de la sociedad ceutí, y entre una de las propuesta en este bloque está el reconocimiento del dāriŷa (دارجة), árabe magrebí, una lengua hablada por parte de la población ceutí de origen magrebí; y la creación de una academia.[17]

## Presidentes del partido
| Nombre (Nacimiento-muerte) | Nombre (Nacimiento-muerte)    | Período en el cargo | Período en el cargo | Nota                    |
| Nombre (Nacimiento-muerte) | Nombre (Nacimiento-muerte)    | Inicio              | Final               | Nota                    |
| -------------------------- | ----------------------------- | ------------------- | ------------------- | ----------------------- |
|                            | Mohamed Alí (1975-)           | 2011                | 2021                | Como Coalición Caballas |
|                            | Mohamed Mustafa Ahmed (1978-) | 2021                | Actualidad          | Como Ceuta Ya!          |

## Resultados electorales
| Elecciones | Concejales | ±  | Posición | Votos | %      | Cabeza de Lista       |
| ---------- | ---------- | -- | -------- | ----- | ------ | --------------------- |
| 2011       | 4/25       | ±0 | 2.º      | 4 407 | 14,32% | Mohamed Alí           |
| 2015       | 4/25       | ±0 | 3.º      | 3 881 | 13,27% | Mohamed Alí           |
| 2019       | 1/25       | 3  | 5.º      | 2 105 | 6,22%  | Mohamed Alí           |
| 2023       | 2/25       | 1  | 5.º      | 3 428 | 10,03% | Mohamed Mustafa Ahmed |